# Jerry Maguire
Jerry Maguire (Brasil: Jerry Maguire - A Grande Virada / Portugal: Jerry Maguire) é um filme estadunidense de 1996 do gênero comédia dramática, escrito, co-produzido e dirigido pelo cineasta Cameron Crowe. Estrelado por Tom Cruise, Cuba Gooding, Jr., e Renée Zellweger. O filme foi inspirado no agente desportivo Leigh Steinberg, que atuou como consultor técnico na equipe. Foi lançado nos cinemas norte-americanos em 13 de dezembro de 1996, distribuído pela Gracie Films e TriStar Pictures.
O filme recebeu críticas muito positivas, elogiando as performances de Tom Cruise, Cuba Gooding Jr., Renée Zellweger e o roteiro. O filme foi um sucesso financeiro, arrecadando mais de 270 milhões de dólares em todo o mundo, contra o seu orçamento de 50 milhões de dólares. Foi o nono filme de maior bilheteria de 1996.
O filme foi indicado a cinco Oscars, incluindo Melhor Filme e Melhor Ator para Tom Cruise, com Cuba Gooding, Jr. ganhando o Oscar de Melhor Ator Coadjuvante. O filme também foi indicado a três Globos de Ouro, com Tom Cruise vencedor de Melhor Ator, e três Screen Actors Guild Awards, com Cuba Gooding, Jr. vencedor de Melhor Ator Coadjuvante.

## Sinopse
O filme conta a história de Jerry Maguire, um agente que cai em desgraça, e que acaba por manter apenas um cliente, um famoso e problemático jogador de futebol. Através desta relação, o filme discute aspectos como amizade, solidariedade e capacidade de mudar.
O filme também mostra como o esporte foi se transformando em "apenas" uma forma de ascensão monetária e social. Há um trecho crucial do filme Jerry Maguire pergunta ao seu único cliente se quando ele começou a jogar, ainda criança, jogava pelo dinheiro. Ou seja, falta o "jogar por prazer, por amor". E foi só aí que Rod Tidwell, seu cliente, joga com paixão e consegue marcar um touchdown.
De uma forma geral, o filme aborda uma das principais problemáticas da sociedade atual - a procura pelo poder e pelo dinheiro. No entanto existe também uma ação paralela que é considerada uma amor típico de Hollywood.

## Elenco
- Tom Cruise como Jerry Maguire
- Cuba Gooding, Jr. como Rod Tidwell
- Renée Zellweger como Dorothy Boyd
- Kelly Preston como Avery Bishop
- Jerry O'Connell como Frank "Cush" Cushman
- Jay Mohr como Bob Sugar
- Regina King como Marcee Tidwell
- Bonnie Hunt como Laurel Boyd
- Jonathan Lipnicki como Ray Boyd
- Lisa Stahl Sullivan como ex de Jerry
- Todd Louiso como Chad the Nanny
- Jeremy Suarez como Tyson Tidwell
- Aries Spears como Teepee Tidwell
- Mark Pellington como Bill Dooler
- Jared Jussim como Dicky Fox
- Glenn Frey como Dennis Wilburn
- Drake Bell como Jesse Remo
- Christina Cavanaugh como Sra. Remo
- Toby Huss como Steve Remo
- Eric Stoltz como Ethan Valhere
- Beau Bridges como Matt Cushman
- Ingrid Beer como Anne-Louise
- Roy Firestone como ele mesmo

- Janet Jackson fez um teste e foi inicialmente aceita para o papel de Marcee Tidwell, embora mais tarde foi para Regina King, que já co-estrelou o filme de estréia de Jackson Poetic Justice.[6][7] Jackson é referenciada duas vezes no filme, com um cartaz de Janet visto pendurado no quarto de Teepee e personagem de Cuba Gooding Jr, Rod Tidwell, perguntando "What Have You Done for Me Lately?|O que você tem feito por mim ultimamente?", em homenagem ao hit de mesmo nome de Jackson.[8][9]

- Tom Hanks era o ator que Cameron Crowe tinha em mente para o papel de Jerry Maguire.[10]

### Participações
Proprietário do Philadelphia Eagles Jeffrey Lurie, Mel Kiper Jr. da ESPN, ex quarterbacks da NFL Drew Bledsoe, Troy Aikman, e Warren Moon, a patinadora alemã Katarina Witt, o então treinador principal dos Dallas Cowboys Barry Switzer, e o ex treinador dos Detroit Lions Wayne Fontes aparecem no filme.
Outros jogadores da NFL que fazem participações especiais como eles mesmos são Tim McDonald, Johnnie Morton, Rick Mirer, Rob Moore, Ki-Jana Carter, Herman Moore, Art Monk, Kerry Collins, e Dean Biasucci.
Sportscasters Al Michaels, Frank Gifford, Roy Firestone, Mike Tirico, e Dan Dierdorf também fazem participações especiais.
O ex-jogador de basquete da NBA Brent Barry é caracterizado no filme como um atleta que se recusar a assinar um autógrafo para um menino.
Atrizes retratando ex-namoradas de Maguire incluem Lucy Liu, Ivana Miličević, Alison Armitage, Emily Procter e Stacey Williams. Reagan Gomez-Preston  também teve um pequeno papel no filme como parte da família Tidwell.
Guitarrista da banda Alice in Chains, Jerry Cantrell, faz uma breve aparição no filme como um caixeiro de loja copiadora.
Proprietário do Indianapolis Colts, Jim Irsay, faz uma participação como o chefe de Jerry Maguire.
Editor da Rolling Stone, Jann Wenner, é visto brevemente como SMI CEO como parte da empresa de Maguire.
Artie Lange filmou uma cena para o filme, mas foi cortada da versão final do filme.

## A colocação de produtos
Tristar recebeu serviços de mercadorias e de marketing de mais de $1.5 milhões da Reebok em troca para a incorporação de um comercial para o filme e que representa a marca Reebok dentro de certos padrões acordados; quando o filme foi lançado nos cinemas, o comercial tinha sido deixado de fora e um discurso inflamado, incluindo "broadsides contra Reebok" foi incluído. Quando o filme foi exibido na televisão, o comercial Reebok havia sido incorporado ao filme como inicialmente acordado.

## Lançamento

### Bilheteria
O filme estreou na primeira posição. O filme arrecadou $17,084,296 na semana de estreia, e, eventualmente, arrecadou $153,952,592 em bilheterias na América do Norte e cerca de $119.6 milhões no exterior para um total de $273,552,592 em todo o mundo, com um orçamento de $50 milhões. É o nono filme mais rentável de 1996 e o filme de drama romântico com a quarta maior bilheteria de todos os tempos.

### Resposta da crítica
O filme recebeu elogios da crítica, com um 85% comentários positivos sobre o filme no Rotten Tomatoes. Sua consenso crítico afirma: "Ancorado por performances estonteantes de Tom Cruise, Cuba Gooding Jr., e Renée Zellweger, bem como direção tenra de Cameron Crowe, Jerry Maguire engrena romance e esportes com brio". Cuba Gooding, Jr. ganhou o Oscar de Melhor Ator Coadjuvante por sua interpretação de Rod Tidwell, o jogador de futebol americano do Arizona Cardinals football que fica com Maguire. Cruise também foi indicado para Melhor Ator em um papel principal e o filme com papel principal de Renée Zellweger. O filme em si foi nomeado para um Oscar de Melhor Filme, e os membros da equipe sobre o filme foram nomeados para Melhor Roteiro e Melhor Edição da premiação.
Em junho de 2010, Entertainment Weekly nomeou Jerry Maguire como um dos 100 maiores personagens dos últimos 20 anos.

## Principais prêmios e indicações
Oscar
- Melhor Ator (Cruise, nomeado)
- Melhor Edição (Hutshing, nomeado)
- Melhor Filme (nomeado)
- Melhor Roteiro – Original (Crowe, nomeado)
- Melhor Ator Coadjuvante (Gooding Jr., venceu)

Chicago Film Critics Association
- Melhor Ator Coadjuvante (Gooding Jr., venceu)

Directors Guild of America
- Excepcional Direção – Filme (Crowe, nomeado)

Golden Globe Awards
- Melhor Ator – Filme Musical ou Comédia (Cruise, venceu)
- Melhor Filme – Musical ou Comédia (nomeado)
- Melhor Ator Coadjuvante – Filme (Gooding Jr., nomeado)

Image Awards
- Excepcional Ator – Filme (Gooding Jr., nomeado)

Satellite Awards
- Melhor Ator – Filme Musical ou Comédia (Cruise, venceu)
- Melhor Ator Coadjuvante – Filme Musical ou Comédia (Gooding Jr., venceu)
- Melhor Atriz Coadjuvante – Filme Musical ou Comédia (Zellweger, nomeada)

Screen Actors Guild
- Excepcional Ator – Filme (Cruise, nomeado)
- Excepcional Ator Coadjuvante (Gooding Jr., venceu)
- Excepcional Atriz Coadjuvante (Zellweger, nomeada)

Writers Guild of America
- Melhor Roteiro – Original (Crowe, nomeado)

## Legado
Jerry Maguire gerou várias citações populares, incluindo "Mostre-me o dinheiro!" (Gritado repetidamente em uma troca de telefone entre Rod Tidwell e Jerry Maguire), "Você me completa", "Me ajude... a ajudar você", "A chave para este negócio é relações pessoais" e "Você me ganhou quando disse 'Oi'" (dito por Dorothy de Renée ZellwegerDorothy Boyd depois de um apelo romântico demorado por Jerry Maguire) e "Kwan", uma palavra usada por Tidwell de Cuba Gooding, Jr. que significa o amor, o respeito, comunidade e dinheiro (também escrito "quan" e "quawn") para ilustrar a diferença entre ele e outros jogadores de futebol: "Outros jogadores de futebol podem ter a moeda, mas eles não terão o "Kwan". Estas falas são em grande parte atribuídas a Cameron Crowe, diretor e roteirista do filme. Zellweger disse sobre filmar a famosa fala "Olá", "Cameron tinha me dito isso de algumas maneiras diferentes. É tão engraçado, porque quando eu li, eu não entendi — Eu pensei que era um erro de digitação de algum modo. Fiquei olhando para ele. Foi a única coisa no script que eu estava olhando para ir, 'É mesmo? Isso pode ser certo? Como é que é?' Eu pensei: 'Existe uma maneira melhor de dizer isso? Não sou eu começá-lo? Eu só não sei como fazê-lo'".
Um vídeo blog "Everything is Terrible!" está executando uma campanha para salvar restantes cópias VHS do filme.
Em junho de 2008, AFI revelou seu "Ten Top Ten"—os dez melhores filmes em dez "clássicos" gêneros do cinema americano—após votação mais de 1,500 pessoas da comunidade criativa. Jerry Maguire foi reconhecido como o décimo melhor filme do gênero esporte. Ele também foi votado por AFI como #100 em sua list of 100 Passions. As citações "Mostre-me o dinheiro!" e "Você me ganhou quando disse 'Oi'" também foram classificados pela AFI na sua list of 100 Movie Quotes, classificados em #25 e #52 respectivamente.
Listas da American Film Institute
- AFI's 100 Years...100 Movies – Nomeado
- AFI's 100 Years...100 Laughs – Nomeado
- AFI's 100 Years...100 Passions – #100
- AFI's 100 Years...100 Songs:
  - Secret Garden – Nominated
- AFI's 100 Years...100 Movie Quotes:
  - "Mostre-me o dinheiro!" – #25
  - "Você me ganhou quando disse 'Oi'"" – #52
  - "Você me completa." – Nomeado
- AFI's 100 Years...100 Cheers – Nomeado
- AFI's 100 Years...100 Movies (10th Anniversary Edition) – Nomeado
- AFI's 10 Top 10 – #10 Sports Film (nomeado também em comédia romântica)

## Trilha sonora
O CD da trilha sonora do filme inclui:
| N.º            | Título                                          | Compositor(es)    | Duração |  |
| 1.             | "The Magic Bus"                                 | The Who           | 7:35    |  |
| 2.             | "Sitting Still Moving Still Staring Outlooking" | His Name is Alive | 3:21    |  |
| 3.             | "Gettin' in Tune"                               | The Who           | 4:46    |  |
| 4.             | "Pocket Full of Rainbows"                       | Elvis Presley     | 3:15    |  |
| 5.             | Sem título                                      | Neil Young        | 2:25    |  |
| 6.             | "We Meet Again" (tema para Jerry Maguire)"      | Nancy Wilson      | 3:04    |  |
| 7.             | "The Horses"                                    | Rickie Lee Jones  | 4:48    |  |
| 8.             | Sem título                                      |                   | 4:28    |  |
| 9.             | "Singalong Junk"                                | Paul McCartney    | 2:36    |  |
| 10.            | "Wise Up"                                       | Aimee Mann        | 3:29    |  |
| 11.            | "Momma Miss America"                            | Paul McCartney    | 4:05    |  |
| 12.            | "Sandy"                                         | Nancy Wilson      | 4:40    |  |
| 13.            | "Shelter from the Storm (versão alternativa)"   | Bob Dylan         | 6:00    |  |
| Duração total: | Duração total:                                  | Duração total:    | 54:32   |  |

### Música não constando na trilha sonora
Inclui:
- AC/DC – "For Those About to Rock (We Salute You)"
- Herb Alpert & The Tijuana Brass – "The Lonely Bull"
- The Durutti Column – "Requiem Again"
- Nirvana – "Something in the Way"
- Tom Petty – "Free Fallin'"
- The Replacements – "I'll Be You"
- The Rolling Stones – "Bitch"
- Merrilee Rush – "Angel of the Morning"
- um clipe de John Coltrane, Miles Davis, e Charles Mingus realizando (peça Mingus' é "Haitian Fight Song")

"Secret Garden", originalmente uma faixa Springsteen, de 1995, foi re-lançado em 1997, após a sua exposição no filme e na trilha sonora, e alcançou a posição número 19 na Billboard Hot 100.[carece de fontes?]
A trilha do filme foi feita pela então esposa do diretor Crowe, Nancy Wilson, que era um membro da banda de rock Heart.